# Достык (канал)
Достык (узб. Do‘stlik, Дўстлик, каз. Достық — «Дружба», в советские годы — Канал имени Кирова) — крупный ирригационный канал в Сырдарьинской области (Узбекистан) и Туркестанской области (Казахстан). Начинается от сбросного канала Фархадской ГЭС на реке Сырдарье. Строительство началось в 1907 году и было завершено в 1913 году.

## Характеристики
Пропускная способность 230 м³/с. Канал был построен самотёчным, в земляном русле. Однако в 2011 году казахстанская часть оборудована машинной подачей.
Длина реки — 113 км, из них 49 км проходит по территории Казахстана.
Наиболее крупные отводящие ветви:
- Правая — 58 м³/с,
- Сардобинская — 13 м³/с,
- Малекская — 12 м³/с.

Имеет три сброса с расходами 40, 18 и 17 м³/с.
В Мактааральском районе Казахстана используется для орошения 136 тыс. га.
По состоянию на 1984 год общая площадь орошаемых земель в Узбекской и Казахской ССР составляла 216 тысяч га.

## История
В советские годы канал носил название Канал имени Кирова.
В 1939—1941 годах был расширен и удлинён, а в 1954 году реконструирован.
С 1992 года забор воды в канал Достык из реки Сырдарьи регулируется межправительственными соглашениями, которые устанавливают ежегодный лимит водопотребления для каждой из стран-участниц. Однако достигнутые соглашения соблюдаются не в полном объёме. Наибольший ущерб это наносит земледельцам Казахстана, как наиболее удалённым от водозабора.
Для обеспечения надёжного снабжения правительство Казахстана разработало проект машинной подачи воды из Шардаринского водохранилища в Достык по Концевому сбросу.

## Машинная подача воды
Из Шардаринского водохранилища по подводящему каналу длиной 14 км, проложенному по дну водохранилища, вода поступает к береговой насосной станции № 1. Далее по машинному каналу по трассе Концевого сброса длиной 16 км к подкачивающей насосной станции № 2. Которая обеспечивает подачу воды в канал Достык.
Проектная мощность головная насосная станция первого подъёма (ГНС-1) — 13,75 МВт, насосных станций второго и третьего подъёма (ПНС-2, ПНС-3) — 11,0 и 1,5 МВт.
В июле маловодного 2013 года с помощью насосов подавалось 50 м³/с, в то время как самотеком только 16-20 м³/с. При этом было задействовано 9 насосов из 12, остальные находились в резерве. Однако этого было не достаточно и велись переговоры Казахстаном с Узбекистаном и Киргизией об увеличении попусков соответственно из Андижанского и Токтогульского водохранилища.